# Vör

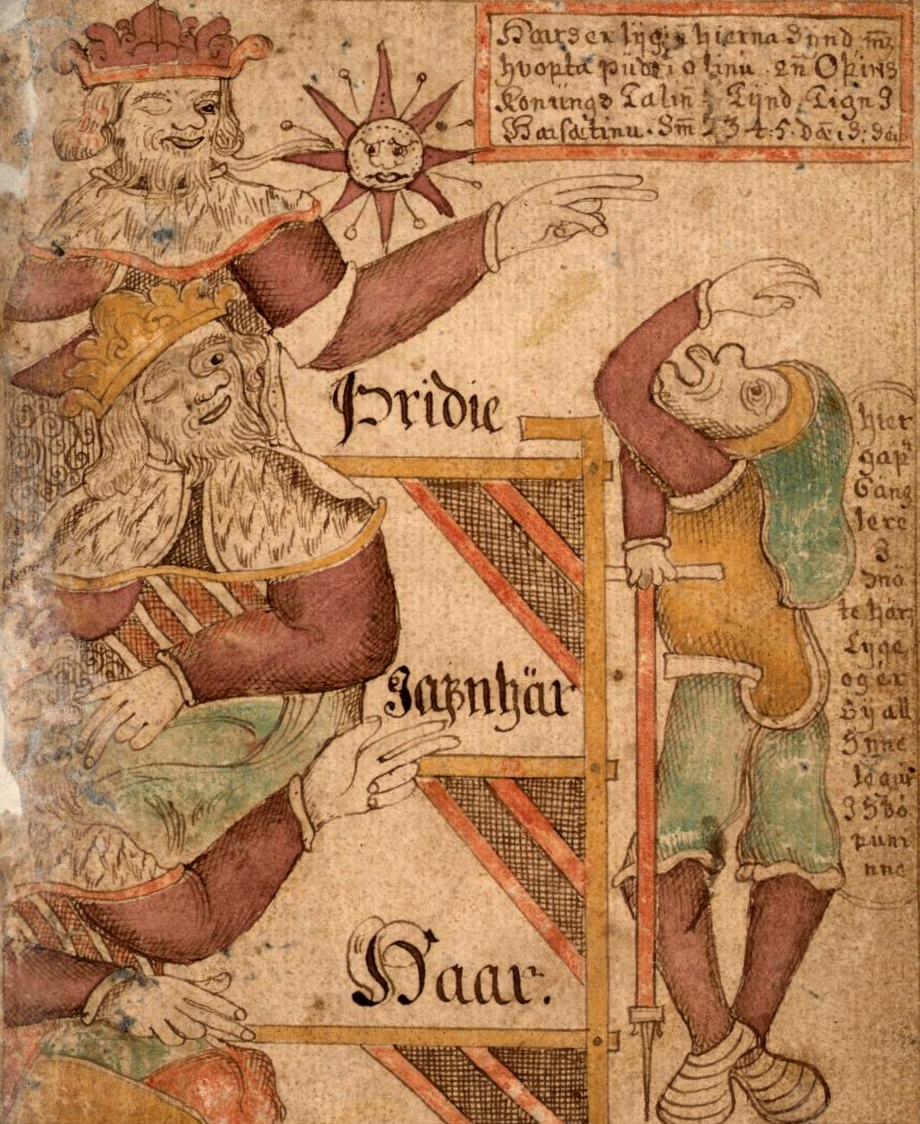
Utdrag ur Gylfimanuskriptet

Vör (fornisländska Vǫr, (på svenska "Var", det vill säga "den som är var/varse") var i nordisk mytologi en asynja som tillhörde Friggs heliga systraskap. Hon är enligt Snorre "så klok och frågvis att ingenting kan döljas för henne." Efter henne säger man att den blir "var" eller "varse" något som denne få reda på.